# Aluvión

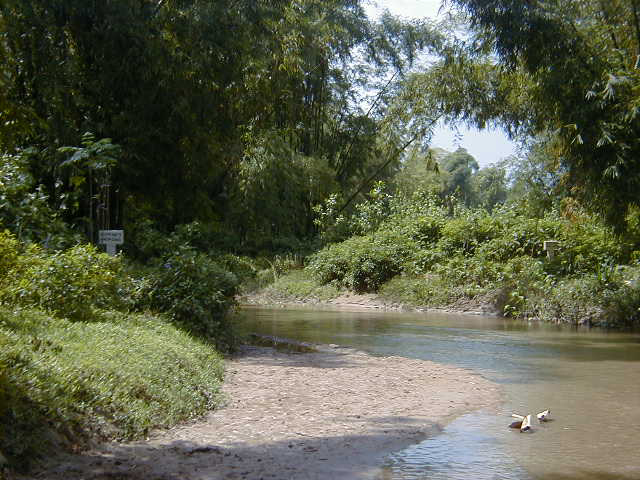
Material detrítico en el curso de un río.

El aluvión es material detrítico transportado y depositado por una corriente de agua. Puede estar compuesto por arena, grava, arcilla o limo. Se acumula en abanicos aluviales, cauces de corrientes fluviales, llanuras de inundación y deltas. Algunos autores también incluyen bajo este término los materiales que se sedimentan en lagos o estuarios. A menos que se especifique otra cosa, el término aluvión se refiere a material no consolidado.